# André Barthélemy de Courcay
L'abbé André Barthélemy de Courcay, né le 10 janvier 1744 à Aubagne et mort le 31 octobre 1799 à Paris, est un prêtre, numismate et bibliothécaire français, premier président du Conservatoire de la Bibliothèque nationale de France.

## Biographie
André Barthélemy est le fils d'Honoré Barthélemy, bourgeois d'Aubagne, et de Gabrielle Jourdan. Il est le neveu de l'abbé Jean-Jacques Barthélemy et le frère du marquis François Barthélemy et de Joseph Anicet Barthélemy.
Chanoine de Saint-Martin de Tours, il est doyen du chapitre de Tours et prévôt de Courçay.
Neveu de l’abbé Barthélemy, celui-ci le fait entrer en 1775 au Cabinet des Médailles qu'il dirigeait. À sa mort en avril 1795, André Barthélemy de Courcay lui succède.
Le 5 brumaire an IV (26 octobre 1795), il est élu pour un mandat d'une année président du Conservatoire, institution qui succédait à la Bibliothèque de la Nation.
Aubin-Louis Millin de Grandmaison le remplace à sa mort au Cabinet des médailles.